# Christian Adolph Pescheck
Christian Adolph Pescheck, auch Christian Adolf Pescheck (* 12. April 1752 in Eibau bei Zittau; † 21. November 1826), war ein deutscher evangelisch-lutherischer Theologe.

## Leben
Christian Adolph Pescheck war ein Sohn des seit 1751 in Eibau als Pfarrer wirkenden Christian Friedrich Pescheck (1724–1789) und der Christiana Rahel Pescheck (1730–1781) sowie ein Enkel des Mathematikers und Schriftstellers Christian Pescheck. Er bildete sich unter der Leitung des Konrektors Müller in Zittau im dortigen Gymnasium und begann 1770 seine akademische Laufbahn in Wittenberg. Schröckh, Weickhmann, Hofmann, Hiller u. a. waren dort seine wichtigsten Lehrer auf dem Gebiet der Theologie. Sein Fleiß ermattete nicht, obwohl er oft mit drückendem Mangel und körperlichen Leiden kämpfte. Nach Beendigung seiner akademischen Laufbahn wurde er in Zittau Mitglied des Predigerkollegiums und betrat oft mit Beifall die Kanzel. Seine noch immer sehr beschränkten Verhältnisse nötigten ihn, Privatunterricht zu erteilen (darunter auch seinem jüngeren Bruder Christian August Pescheck). Seine Lage verbesserte sich nur wenig, als er 1773 Pfarrer im Gebirgsdorf Jonsdorf nahe Zittau wurde, da die damit verbundenen Einkünfte äußerst dürftig waren. Unter diesen Verhältnissen trösteten ihn die Zuneigung seiner Gemeinde, die freundliche Lage des Orts und seine am 2. Mai 1786 geschlossene glückliche Ehe mit Karoline Dorothea geb. Klien, einer Tochter des Pastors Klien in Cunnersdorf bei Görlitz. Das Paar bekam u. a. den Sohn Christian Adolf Pescheck.
In seinen Mußestunden beschäftigte sich Pescheck mit vaterländischer Geschichte und Statistik. Zugleich arbeitete er bei mehreren Zeitschriften, insbesondere am Lausitzschen Magazin, mit. Hierher gehören u. a. folgende Artikel:
- Etwas über den Zustand der Kandidaten des Predigeramtes in …, in: Deutsches Museum, 1784, 4. St., S. 379 ff.
- Einige Berichtigungen der Schmidt’schen Briefe über Herrnhut, Zittau betreffend, in: Lausitzsches Magazin, 1787, S. 345 ff.
- Über diejenigen Stellen in unseren alten Kirchenliedern, wo der Feinde gedacht wird, in: Lausitzsches Magazin, 1789, S. 69 ff.
- Nebeneinanderstellung zweier alter Bußlieder, in: Lausitzsches Magazin, 1789, S. 73 ff.
- Antwortschreiben an eine Dame, den Unglauben ihres Mannes betreffend, in: Lausitzsches Magazin, 1789, S. 277 ff.
- Beitrag zur Berechnung der Volksmenge in der Oberlausitz, nebst Bemerkungen, in: Lausitzsches Wochenblatt oder Beiträge zur Geschichte der Ober- und Niederlausitz, Juli 1790, S. 9 ff.
- Über die nächtlichen Freiereien des deutschen Landvolks in der Oberlausitz, in: Lausitzsches Wochenblatt oder Beiträge zur Geschichte der Ober- und Niederlausitz, September 1790, S. 78 ff.
- Gedanken über die jährlichen Bußtage in unserem Lande, in: Lausitzsches Wochenblatt oder Beiträge zur Geschichte der Ober- und Niederlausitz, 1791, S. 365 ff.
- Danklied eines Landpredigers, in: Lausitzsches Magazin, 1792, S. 261 ff.

Die Verhältnisse Peschecks verbesserten sich nicht, als er 1795 Pfarrer in Großschönau wurde. Er musste Kränkungen von seiner dortigen Gemeinde ertragen und konnte sich nur allmählich eine gewisse Zuneigung erwerben. Daher war ihm ein Ruf nach Zittau willkommen, wo er 1797 die Stelle eines Katecheten und ersten Gefängnispredigers erhielt. Mit viel Beifall betrat er die Kanzel. Allerdings hatte er wegen seines geringen Gehalts weiterhin finanzielle Sorgen. Erst mit dem Jahr 1803 verbesserte sich seine Situation. Er wurde um diese Zeit erster Diakon, 1809 Archidiakon sowie 1816 erster Pfarrer, Mitglied der Schulkommission und Inspektor des Predigerkollegiums der Kandidaten. 1824 feierte er sein Magisterjubiläum. Bei einer sehr kräftigen Konstitution fingen seine Geistes- und Körperkräfte erst in seinem 64. Lebensjahr allmählich an abzunehmen. Er wagte nicht mehr die Kanzel zu betreten. Einen Amtsgehilfen erhielt er in seinem Sohn, der mehrere Jahre das Amt eines Landpredigers unweit Zittau ausgeübt hatte. Er starb am 21. November 1826 im Alter von 74 Jahren, geschätzt wegen seiner Redlichkeit, der gewissenhaften Erfüllung seines Berufs und seiner Bescheidenheit.